# Георг Йохан Матарнови
Георг Йохан Матарнови е германски архитект, работил и в Русия.

## Биография
Роден е през 1677 година в Хайлигенбайл, Прусия. Обучава се при архитекта Андреас Шлютер, а през 1696 – 1711 година е придворен скулптор в Швет. През 1714 година заминава за Санкт Петербург при Андреас Шлютер, който малко след това умира и Матарнови довършва започнатите от него проекти. От тях до наши дни са запазени фрагменти от първия строеж на Зимния дворец и сградата на Кунсткамерата.
Георг Йохан Матарнови умира на 2 ноември 1719 година в Санкт Петербург.